# 七つの廃線跡
七つの廃線跡（ななつのはいせんあと）は、紀行作家宮脇俊三の著した鉄道紀行文である。2001年JTBパブリッシングより単行本刊行。

## 作品概要
JTBパブリッシングから刊行された『鉄道廃線跡を歩く』の巻頭に収録された宮脇の廃線跡紀行7編を収録している。宮脇作品では珍しく写真や図版が挿入されている。2003年角川文庫から『鉄道廃線跡の旅』と改題して文庫化されたが、写真や図版の挿入はされていない。

## 構成
- まえがき 廃線跡歩きのすすめ
- 第1章 夕張鉄道
- 第2章 下津井電鉄と琴平参宮電鉄
- 第3章 南薩鉄道
- 第4章 奥羽本線旧線-矢立峠越えと大釈迦峠越え
- 第5章 南大東島の砂糖鉄道
- 第6章 上山田線・漆生線・油須原線
- 第7章 北陸本線旧線-柳ヶ瀬・杉津と倶利伽羅越え